# Larga, Maramureș

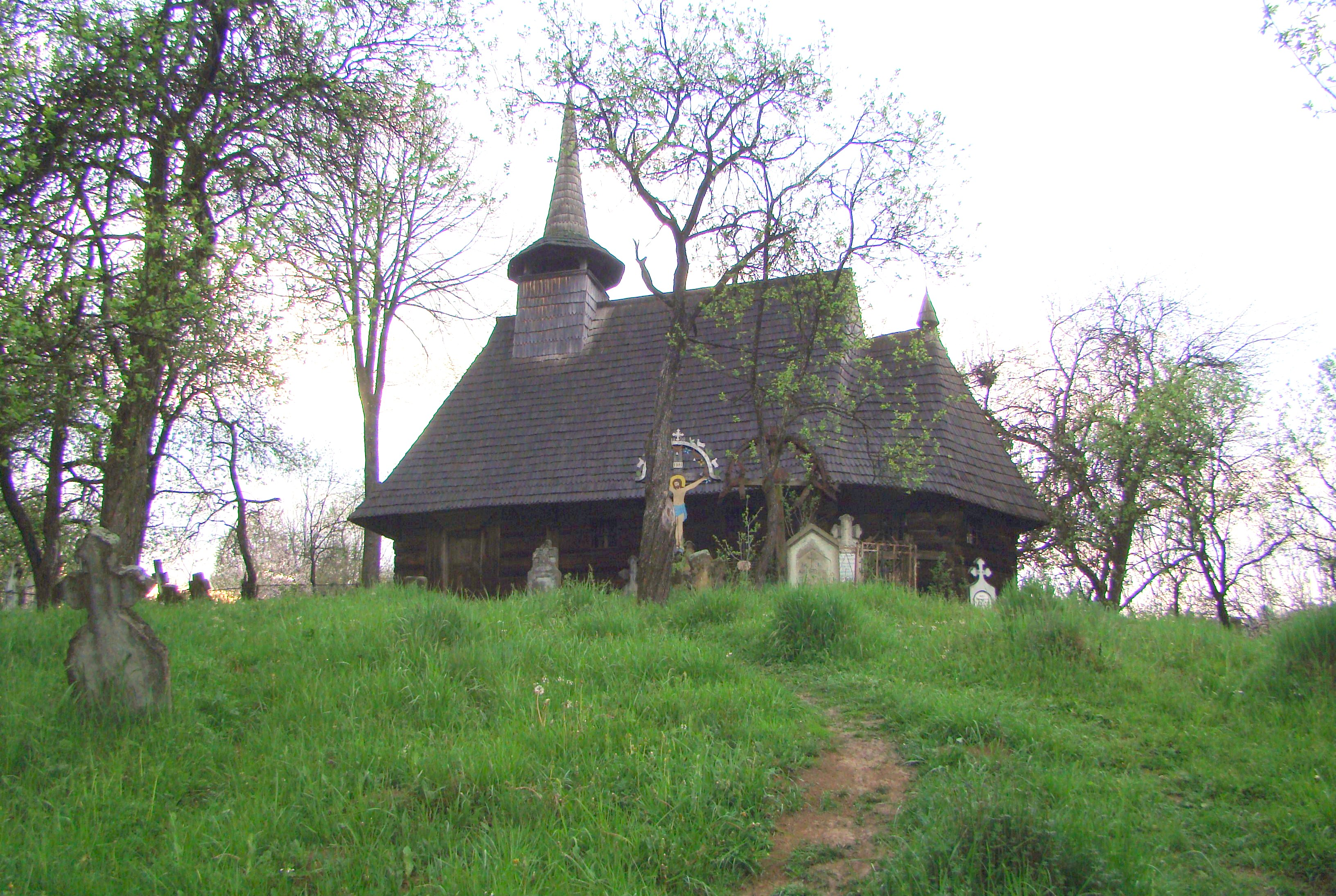
Biserica de lemn „Sfântul Dumitru” din Larga

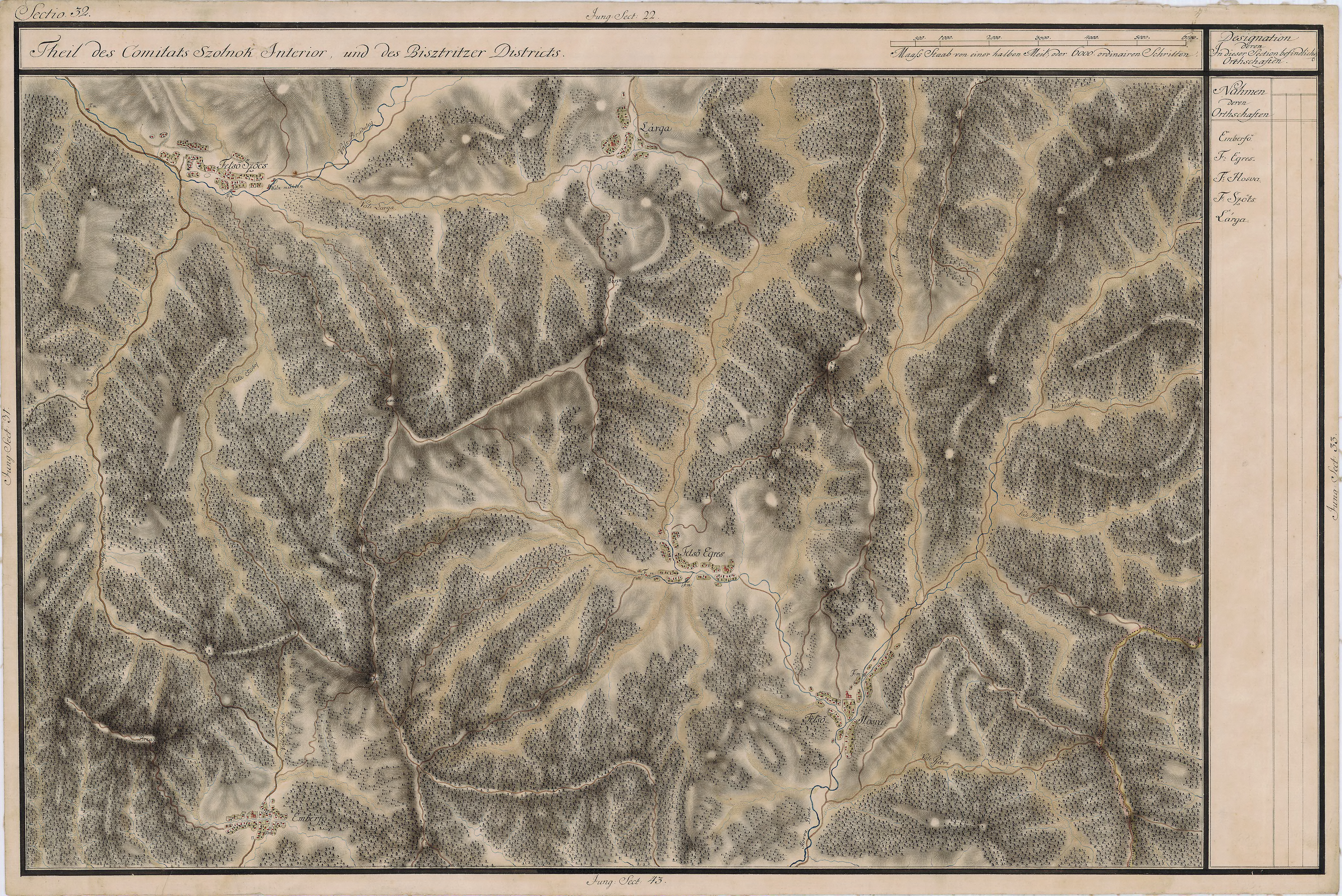
Larga în Harta Iosefină a Transilvaniei, 1769-1773

Larga este un sat în comuna Suciu de Sus din județul Maramureș, Transilvania, România.

## Istoric
Prima atestare documentară: 1610 (Larga, Szeocz Larga valachalis). 

## Etimologie
Etimologia numelui localității: din top. (Valea) Largă > Larga (< adj. larg, -ă „întins, vast” < lat. largus). 

## Demografie
La recensământul din 2011, populația era de 345 locuitori. 

## Monument istoric
- Biserica de lemn „Sfântul Dumitru” (1771).

## Imagini

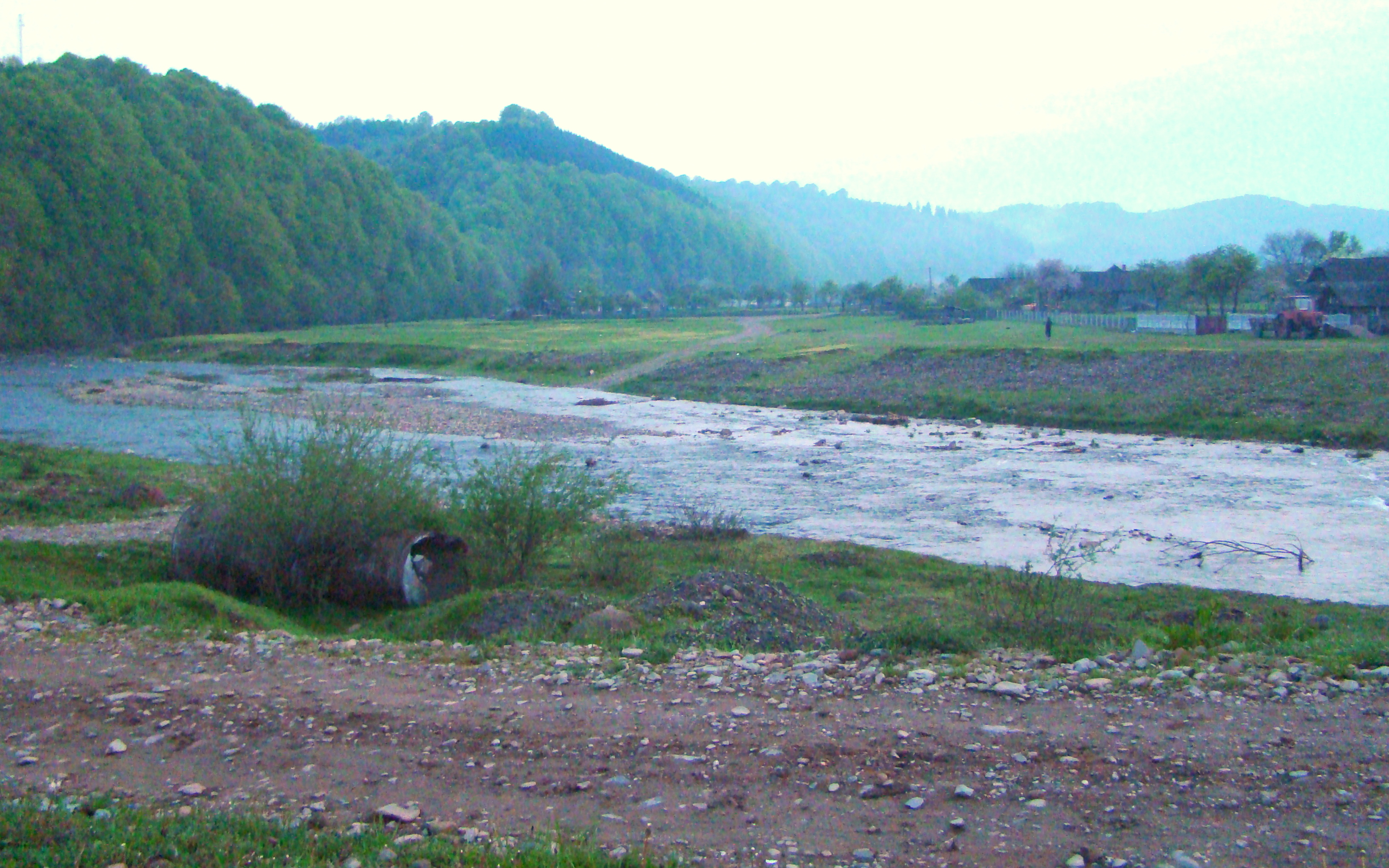
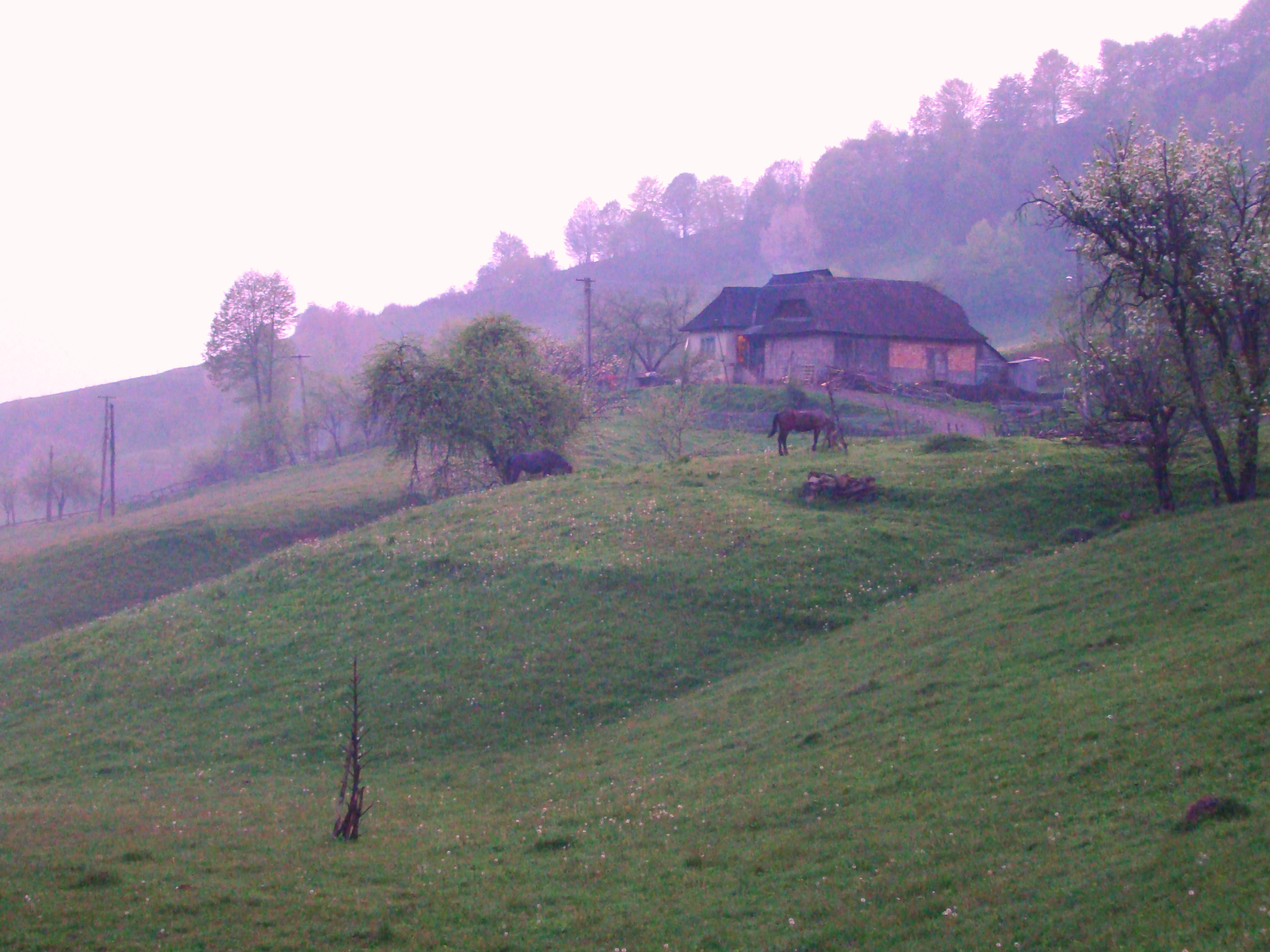
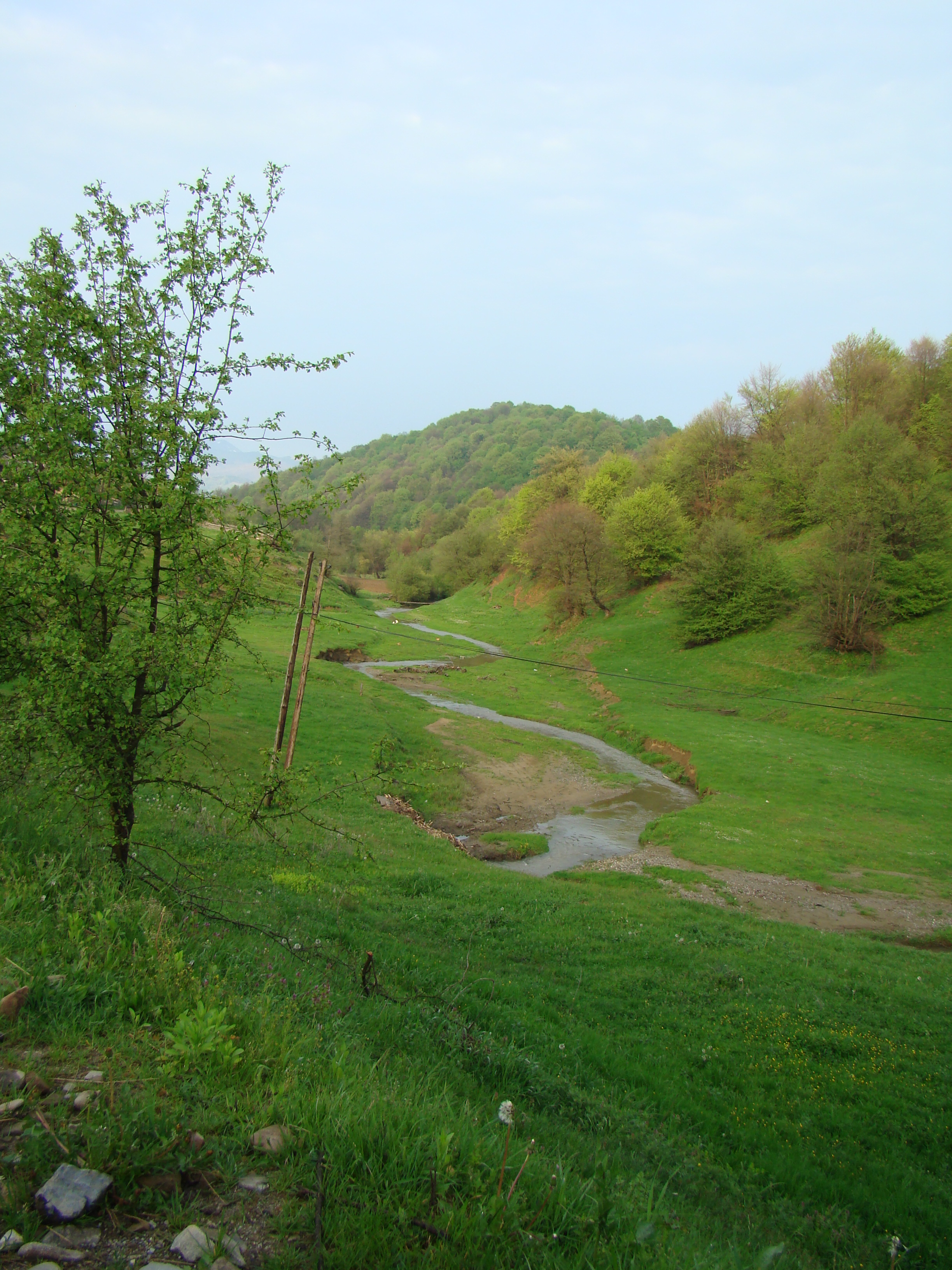
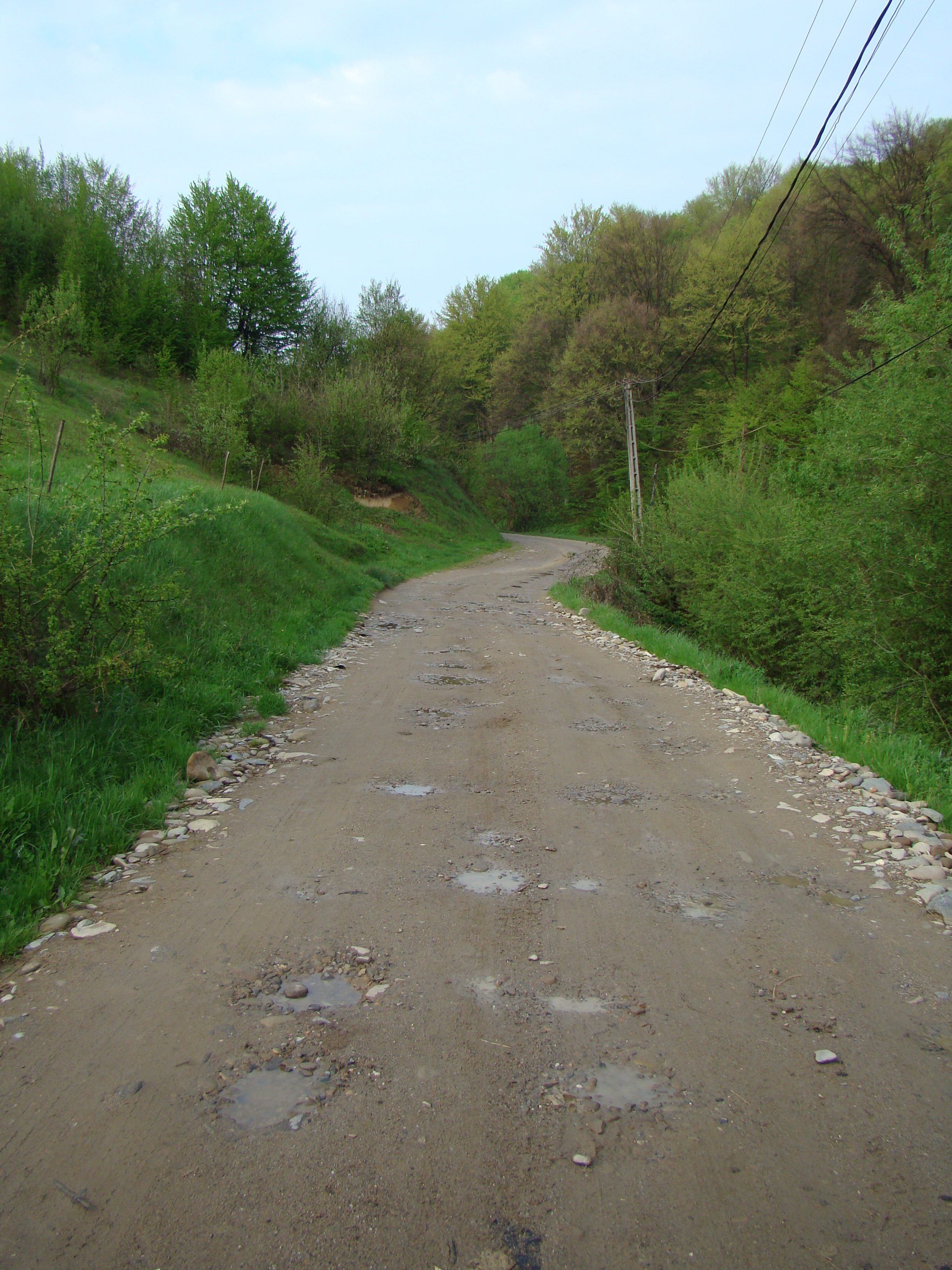
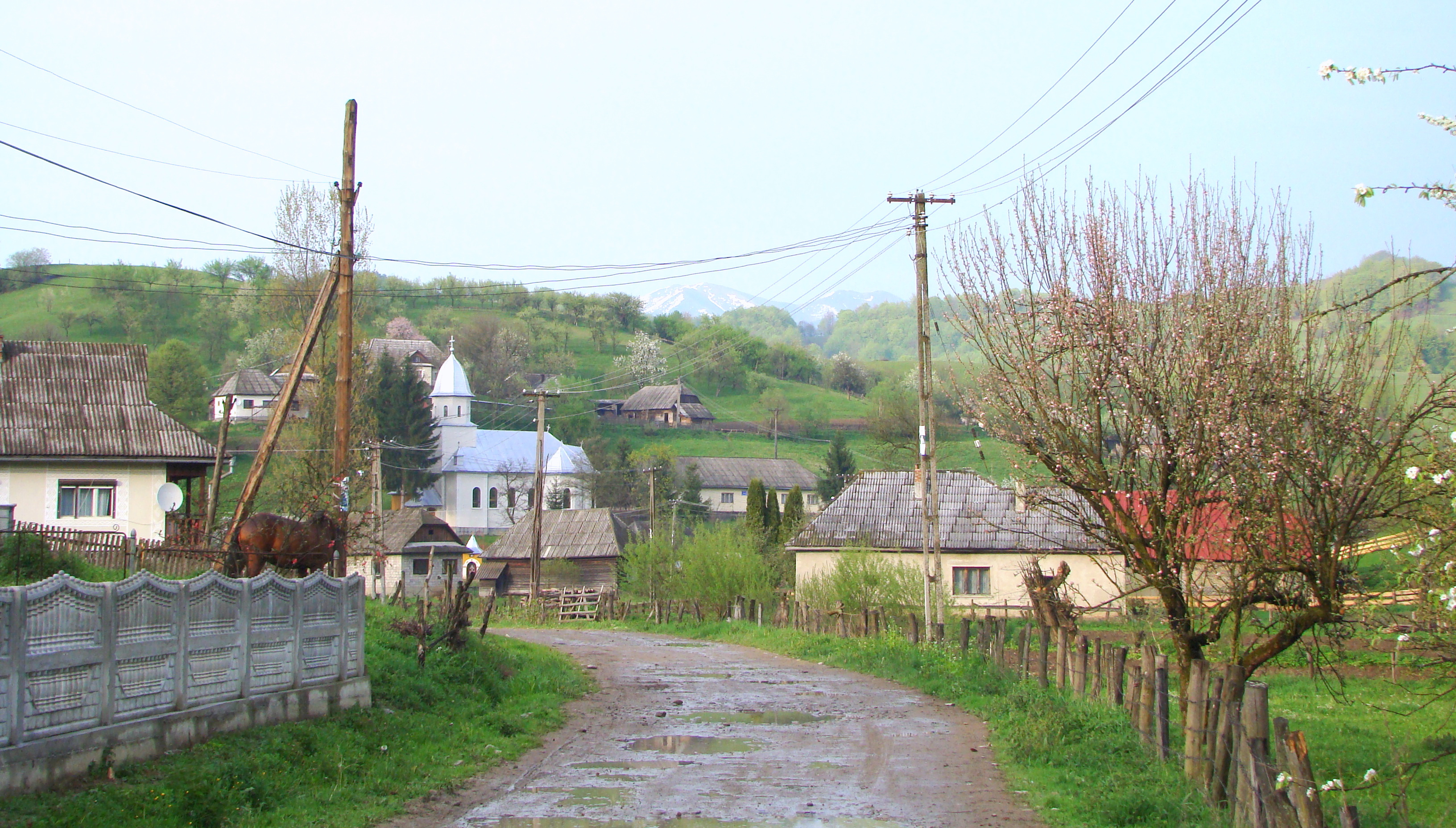
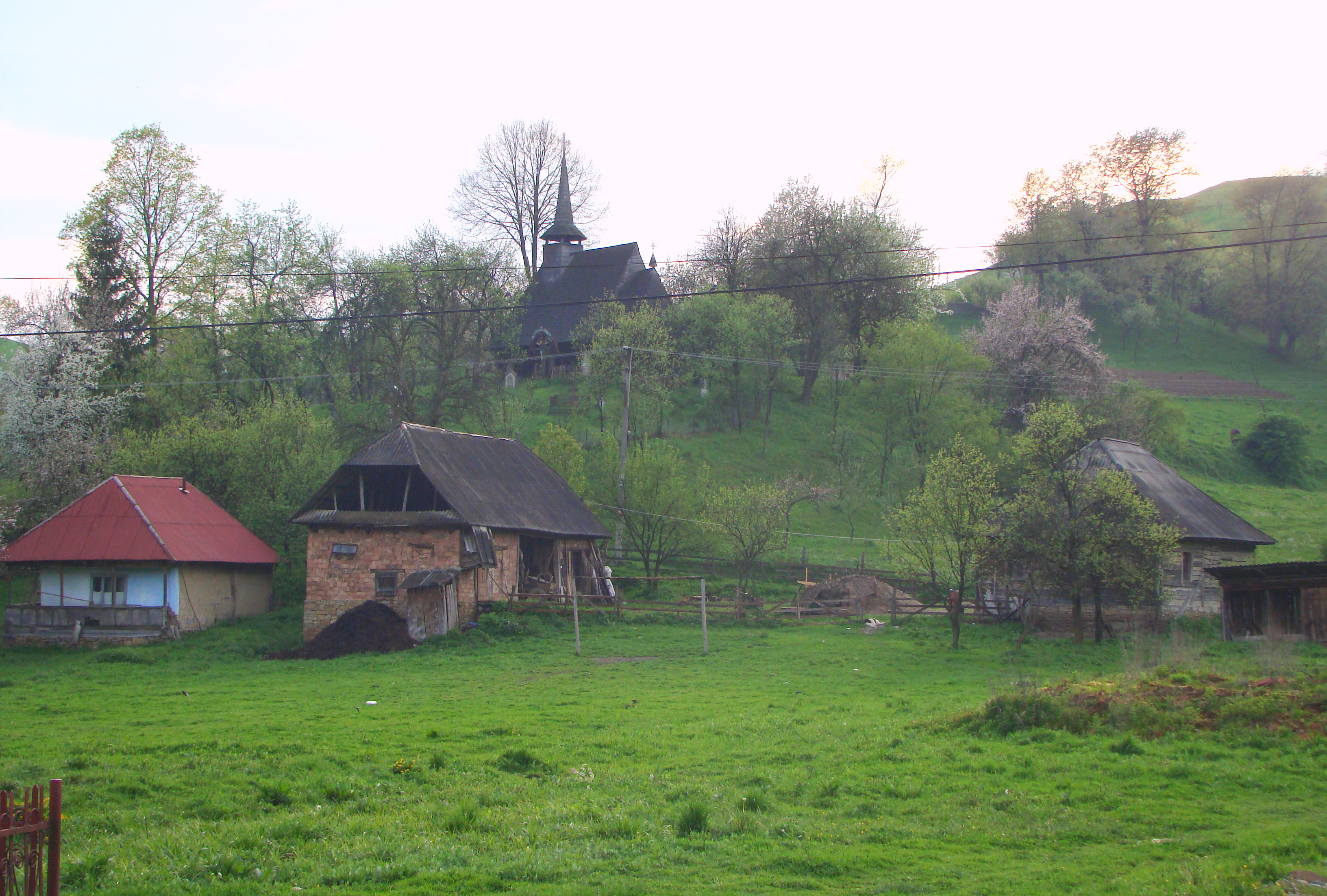
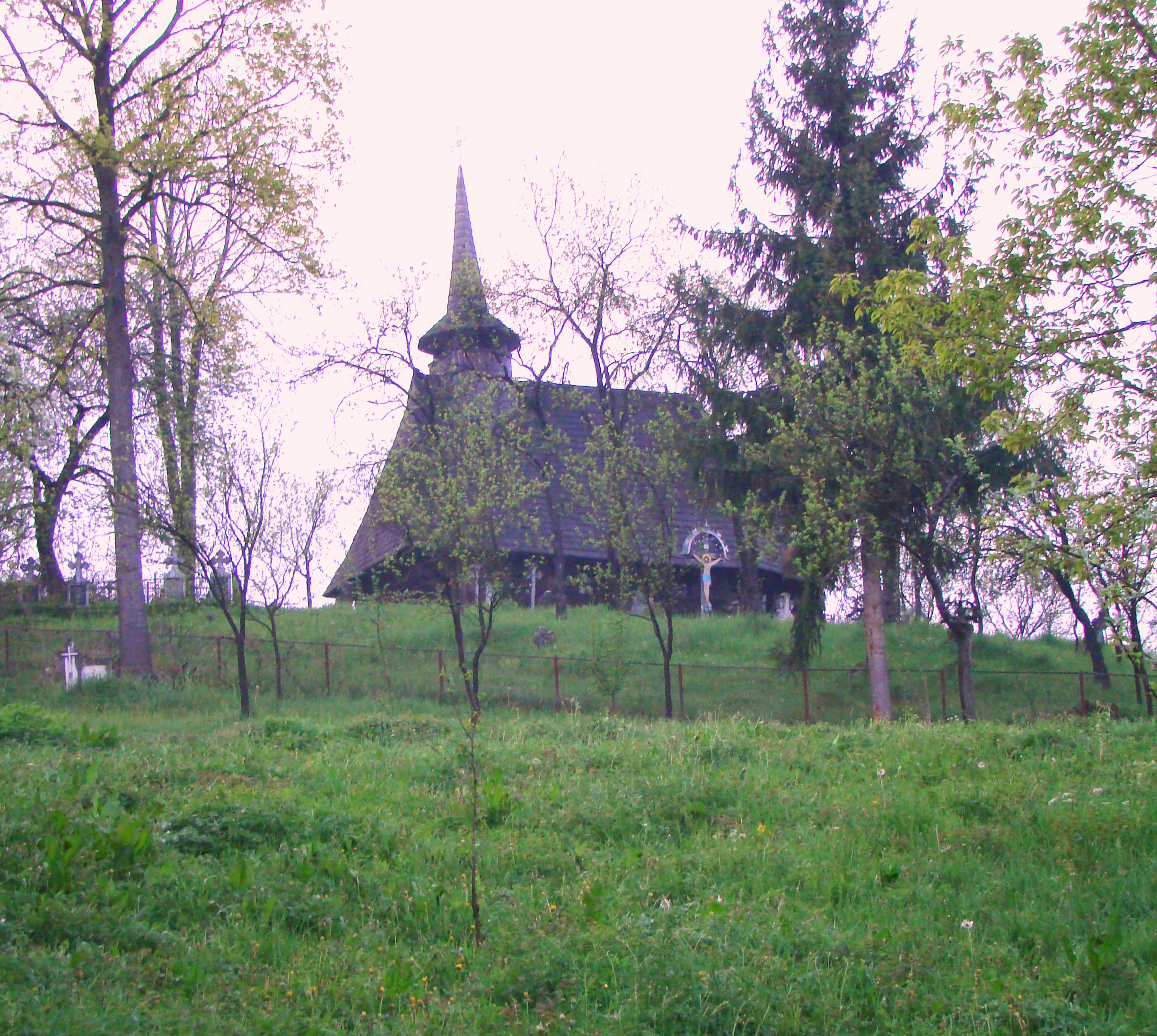
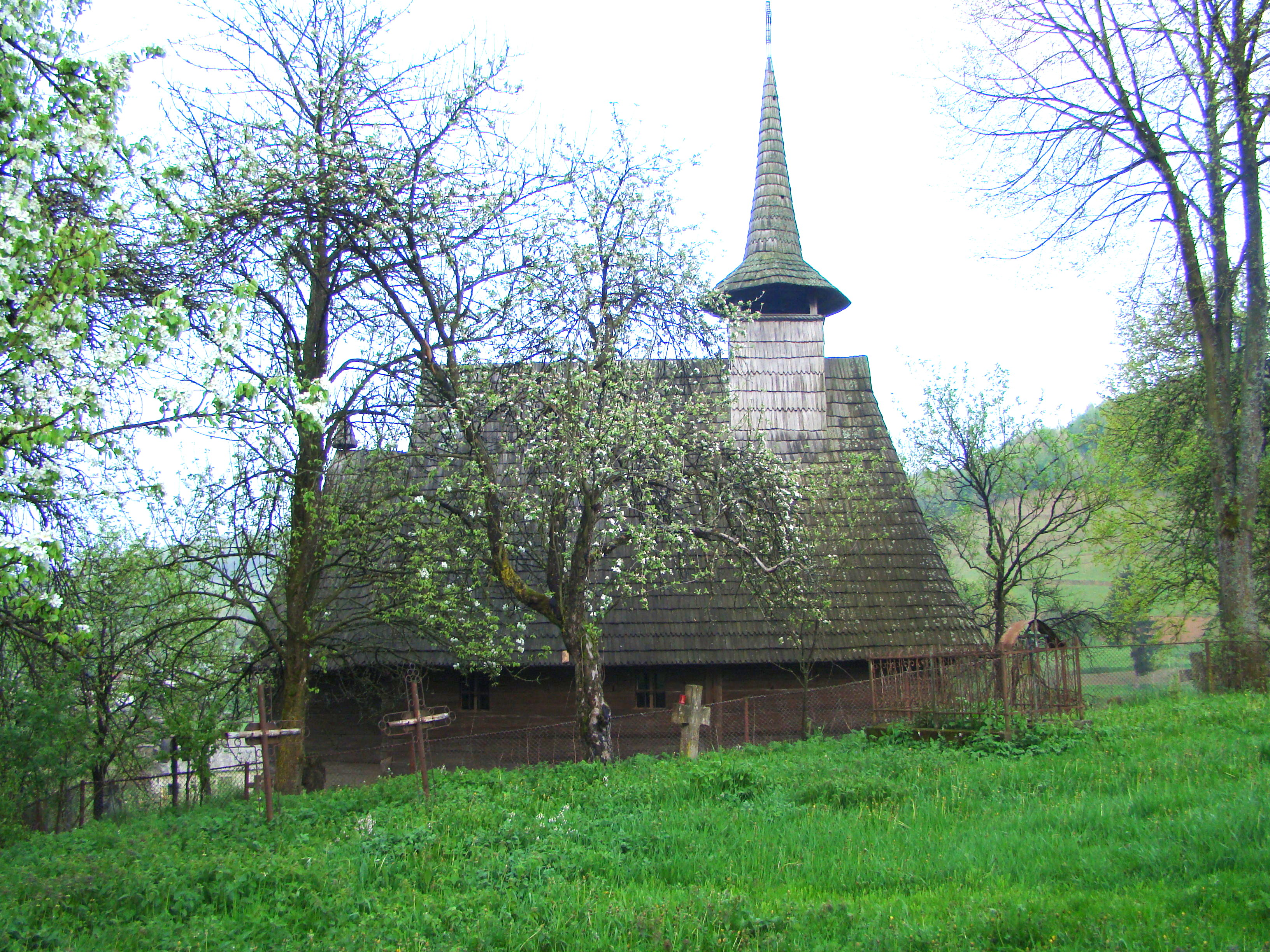
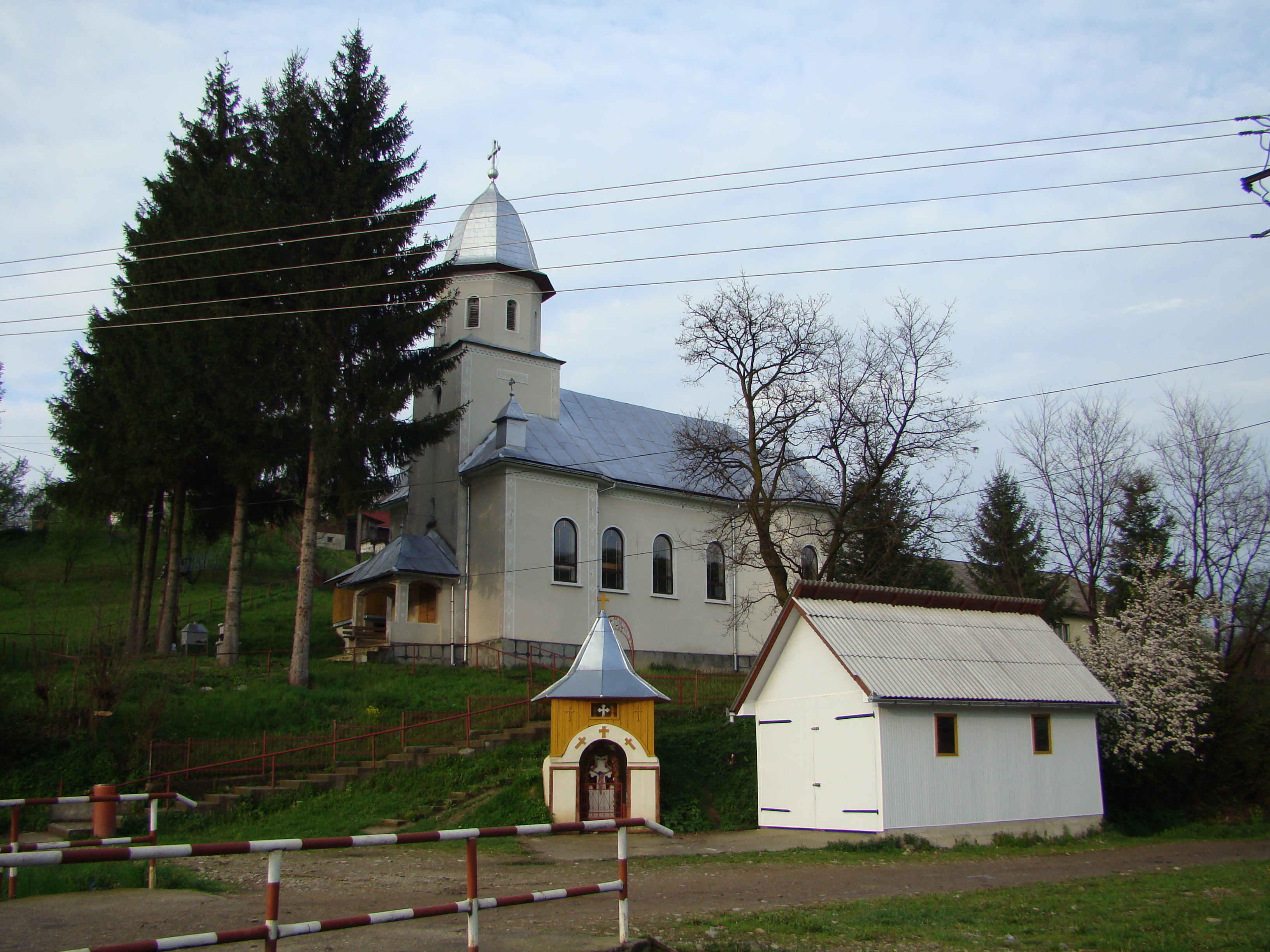
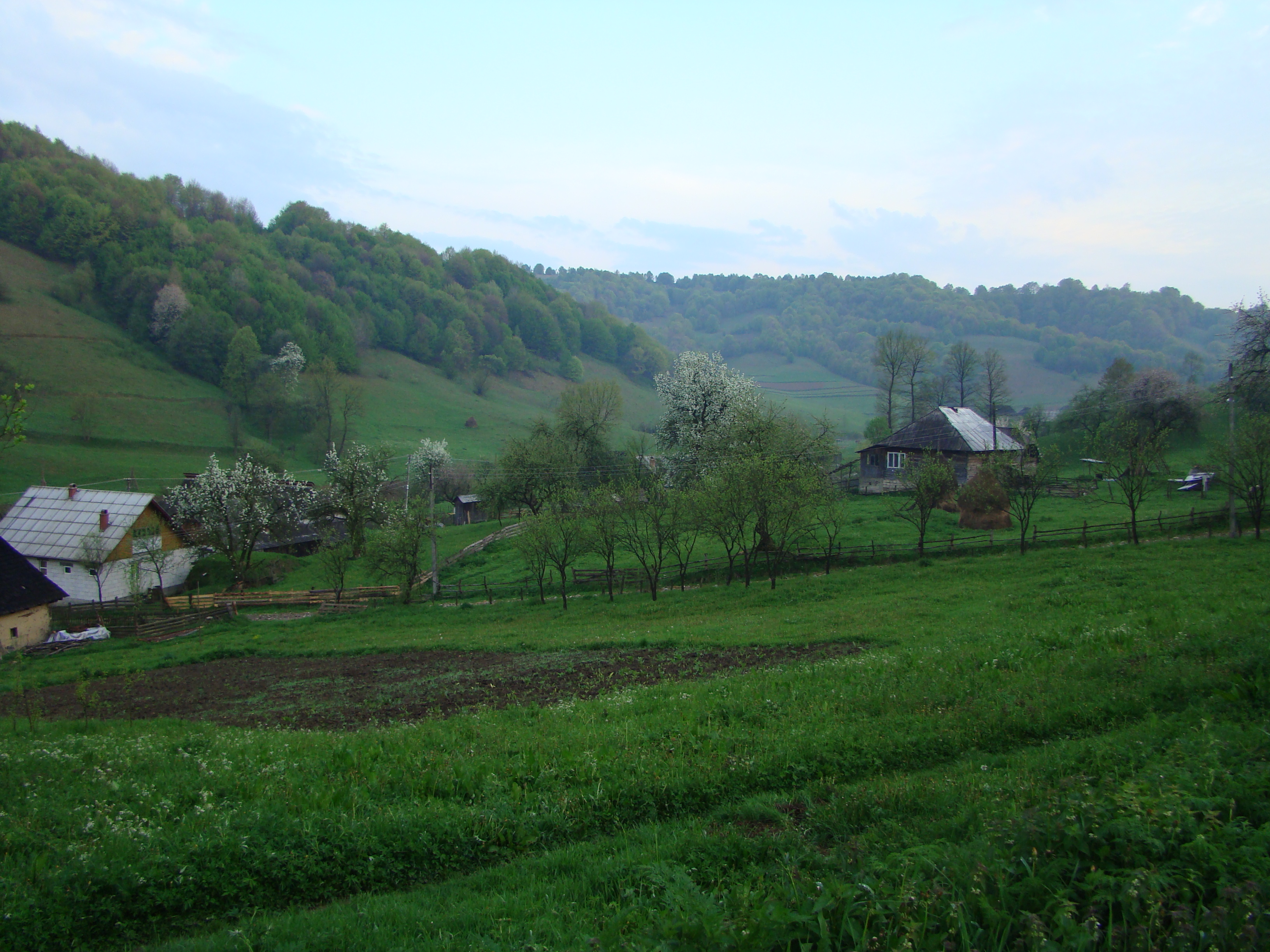
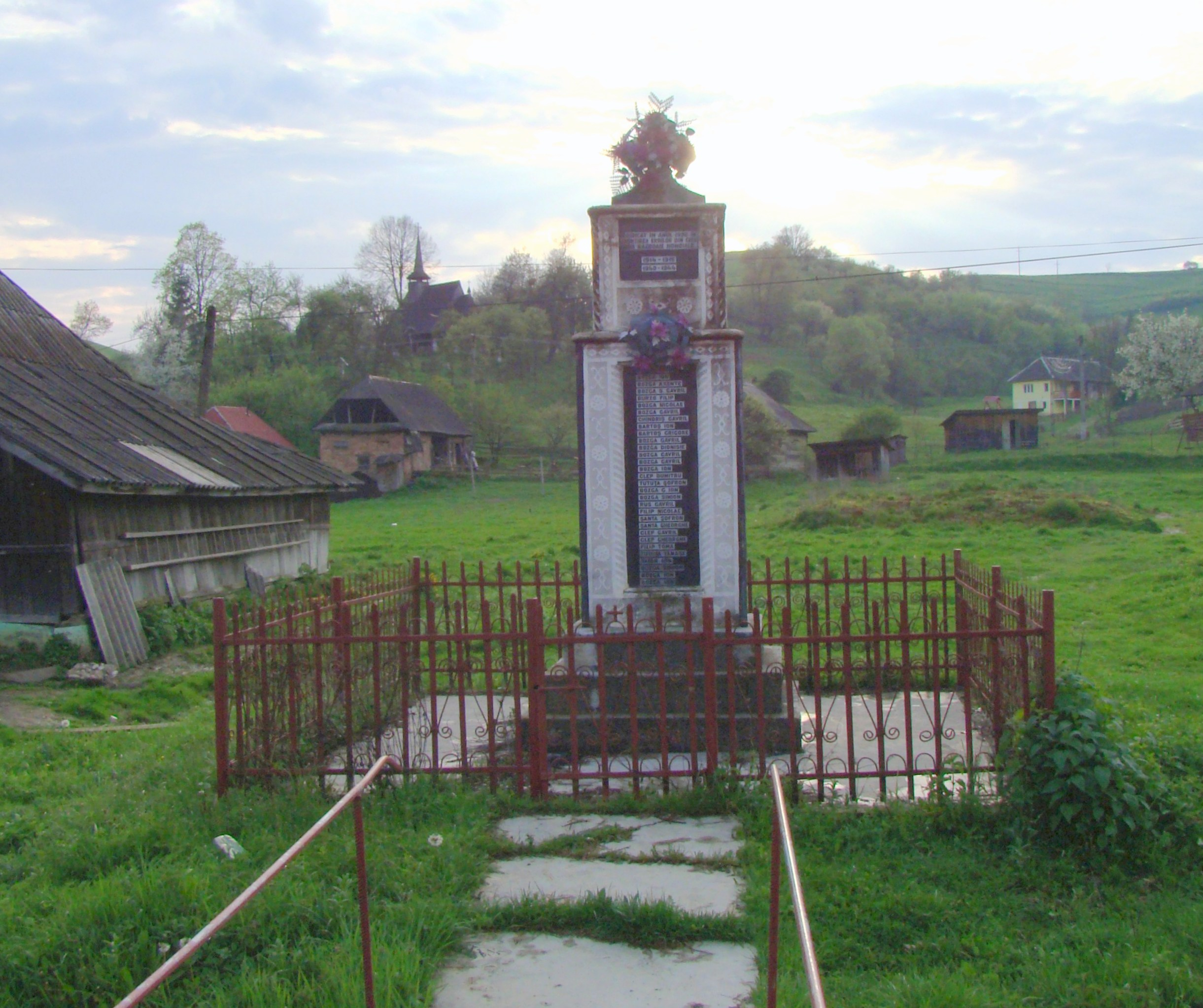